# Campionati del mondo di ciclismo su pista 2021 - Inseguimento a squadre maschile
La gara di inseguimento a squadre maschile ai Campionati del mondo di ciclismo su pista 2021 si è svolta il 20 e il 21 ottobre 2021.

## Podio
| Pos.    | Nazione       | Atleti                                                        |
| ------- | ------------- | ------------------------------------------------------------- |
| Oro     | Italia        | Simone Consonni Filippo Ganna Francesco Lamon Jonathan Milan  |
| Argento | Francia       | Thomas Boudat Thomas Denis Valentin Tabellion Benjamin Thomas |
| Bronzo  | Gran Bretagna | Ethan Hayter Ethan Vernon Kian Emadi Oliver Wood              |

## Risultati

### Qualificazioni
I migliori otto tempi si qualificano per il primo turno, di cui i primi 4 rimangono il lizza per l'oro, mentre gli altri 4 per il bronzo.
| Posizione | Nazione               | Atleti                                                                 | Tempo    | Gap     | Note |
| --------- | --------------------- | ---------------------------------------------------------------------- | -------- | ------- | ---- |
| 1         | Italia                | Simone Consonni Filippo Ganna Francesco Lamon Jonathan Milan           | 3:49.008 |         | Q    |
| 2         | Francia               | Thomas Boudat Thomas Denis Valentin Tabellion Benjamin Thomas          | 3:51.128 | +2.120  | Q    |
| 3         | Danimarca             | Tobias Hansen Carl-Frederik Bévort Rasmus Pedersen Robin Juel Skivild  | 3:52.873 | +3.865  | Q    |
| 4         | Gran Bretagna         | Ethan Hayter Ethan Vernon Kian Emadi Oliver Wood                       | 3:53.722 | +4.714  | Q    |
| 5         | Svizzera              | Simon Vitzthum Claudio Imhof Valère Thiébaud Alex Vogel                | 3:54.176 | +5.168  | q    |
| 6         | Fed. Ciclistica Russa | Gleb Syritsa Lev Gonov Egor Igoshev Ivan Novolodskii                   | 3:54.521 | +5.513  | q    |
| 7         | Polonia               | Alan Banaszek Bartosz Rudyk Szymon Sajnok Daniel Staniszewski          | 3:56.449 | +7.441  | q    |
| 8         | Germania              | Tobias Buck-Gramcko Nicolas Heinrich Pierre-Pascal Keup Theo Reinhardt | 3:57.123 | +8.115  | q    |
| 9         | Canada                | Derek Gee Michael Foley Jackson Kinniburgh Ethan Ogrodniczuk           | 3:59.651 | +10.643 |      |
| 10        | Belgio                | Tuur Dens Gianluca Pollefliet Brent Van Mulders Noah Vandenbranden     | 4:02.468 | +13.460 |      |
| 11        | Ucraina               | Volodymyr Dzhus Vitaliy Hryniv Kyrylo Tsarenko Maksym Vasilyev         | 4:03.983 | +14.975 |      |
| 12        | Kazakistan            | Ramis Dinmukhametov Dmitriy Potapenko Artyom Zakharov Alisher Zhumakan | 4:06.798 | +17.790 |      |

### Primo turno
I vincitori della terza e della quarta batteria si qualificano alla finale per l'oro, i migliori due tempi non qualificati per la finale per l'oro in tutte le altre batterie si qualificheranno alla finale per il bronzo.
| Posizione | Batteria | Nazione               | Atleti                                                                 | Tempo    | Gap    | Note |
| --------- | -------- | --------------------- | ---------------------------------------------------------------------- | -------- | ------ | ---- |
| 1         | 4        | Italia                | Simone Consonni Filippo Ganna Francesco Lamon Jonathan Milan           | 3:46.760 |        | Q    |
| 2         | 4        | Francia               | Thomas Boudat Thomas Denis Valentin Tabellion Benjamin Thomas          | 3.47.816 |        | Q    |
| 3         | 3        | Gran Bretagna         | Ethan Hayter Ethan Vernon Kian Emadi Oliver Wood                       | 3.51.577 | +4.817 | q    |
| 4         | 3        | Danimarca             | Tobias Hansen Carl-Frederik Bévort Rasmus Pedersen Robin Juel Skivild  | 3:52.275 | +4.459 | q    |
| 5         | 2        | Svizzera              | Simon Vitzthum Claudio Imhof Valère Thiébaud Alex Vogel                | 3:52.569 |        |      |
| 6         | 1        | Fed. Ciclistica Russa | Gleb Syritsa Lev Gonov Egor Igoshev Ivan Novolodskii                   | 3:54.030 |        |      |
| 7         | 2        | Germania              | Tobias Buck-Gramcko Nicolas Heinrich Pierre-Pascal Keup Theo Reinhardt | 3:54.145 | +1.576 |      |
| 8         | 1        | Polonia               | Alan Banaszek Bartosz Rudyk Szymon Sajnok Daniel Staniszewski          | 3:55.875 | +1.845 |      |

### Finali
| Posizione            | Nazione       | Atleti                                                                | Tempo    | Gap    | Note |
| -------------------- | ------------- | --------------------------------------------------------------------- | -------- | ------ | ---- |
| Finale per l'oro     |               |                                                                       |          |        |      |
| 1                    | Italia        | Simone Consonni Filippo Ganna Francesco Lamon Jonathan Milan          | 3:47.192 |        |      |
| 2                    | Francia       | Thomas Boudat Thomas Denis Valentin Tabellion Benjamin Thomas         | 3:49.168 | +1.976 |      |
| Finale per il bronzo |               |                                                                       |          |        |      |
| 3                    | Gran Bretagna | Ethan Hayter Ethan Vernon Kian Emadi Oliver Wood                      | 3:51.205 |        |      |
| 4                    | Danimarca     | Tobias Hansen Carl-Frederik Bévort Rasmus Pedersen Robin Juel Skivild | 3:53.182 | +1.977 |      |